# Шлаттер, Иван Андреевич
Ива́н Андре́евич (Иога́нн Вильге́льм) Шла́ттер (нем. Iohann Wilhelm Schlatter) (19 февраля 1708, Берлин — 23 января 1768, Петербург) — горный деятель, специалист в области металлургии благородных металлов и монетного дела, писатель.

## Происхождение
Родился 19 февраля (1 марта) 1708 года в Берлине. Первоначальное образование получил в Берлинской Иоахимстальской гимназии. Прибыл в Россию в 1719 году вместе с отцом, Шлаттером Гейнрихом, уроженцем Цюриха, вызванном в Россию Петром I в 1718 году, назначенным асессором в Берг-коллегию.

## Биография
В 1722 году начал службу пробирным мастером в Берг-коллегии.
С 1726 года находился при Монетной канцелярии минц-вардейном (заведующим пробирной частью).
В 1727 году ему было поручено осмотреть местность вблизи Петербурга у Дудергофа, где, по некоторым признакам, должна была находиться медная руда; затем он исполнял должность переводчика при Монетном департаменте
С 1738 года при вновь созданном Санкт-Петербургском Монетном Дворе он основал специальную лабораторию (1845) и ввел новый метод разделения золота и серебра в золотистом серебре Нерчинских и Алтайских месторождений («шлаттеровский метод»), усовершенствовал выплавку (большими объёмами) и отливку серебра тонкими пластинами для передела в монеты, усовершенствовал чеканку монет.
В 1739 году им было опубликовано «Описание при монетном деле потребного искусства».
В 1750 г. под наблюдением Шлаттера на Сестрорецком оружейном заводе из алтайского серебра была отлита художественная Рака Александра Невского. Эта рака, весившая 76 пудов, была выполнена в стиле елизаветинского барокко в виде трехъярусного сооружения, увенчанного барельефным изображением Александра Невского.
С 1753 года — главный судья (директор) Монетной канцелярии.
С 1754 года — директор Санкт-Петербургского Монетного Двора.
В 1754—1758 гг. вышли в свет его «Задачи, касающиеся до монетного искусства, сочиненные для обучения определенных при монетных дворах титулярных юнкеров и прочих учеников». В те же годы Шлаттер работал над руководством для металлургов и горняков, которое и было опубликовано в 1760 г. под названием «Обстоятельное наставление рудному делу…». Эта книга Шлаттера явилась первым пособием такого рода. В 1761 г. Колывано-Воскресенское начальство обязало горных офицеров (в том числе и Ползунова) изучать эту работу Шлаттера.
6 ноября 1757 года после утверждения проекта нового учреждения для удержания в казне серебряной монеты и оставления медных денег в народном обращении путём замены тяжеловесной монеты удобными вексельными ассигновками, Шлаттер был назначен «заведующим новоучреждаемым производством о раздаче на векселя и о развозке медных денег» (1758).
В 1760—1767 гг. — президент Берг-коллегии. При нём Берг-коллегии удалось не только восстановить своё прежнее значение, но и значительно расширить поле деятельности. С 1764 года коллегия уже ведала и монетами, и медалями, и пробирной стандартизацией.

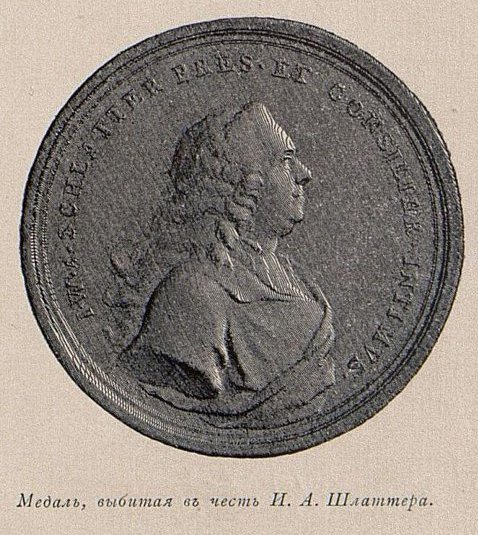
Памятная медаль на смерть Шлаттера, 1768 г.

В 1767 году при выходе в отставку награждён чином тайного советника.
23 января (3 февраля) 1768 года И. А. Шлаттер скончался в Санкт-Петербурге.
Иван Андреевич Шлаттер — автор ряда капитальных работ, давших впервые на русском языке описание основ горной, металлургической, рудно-поисковой, химико-аналитической (пробирной), монетной отраслей, гидросиловых и паровых установок, которые служили пособиями для учащихся горнозаводских школ (студентов Горного училища), а затем — Горного кадетского корпуса.
Иван Андреевич Шлаттер был также автором большого числа предложений, которые во многом определили денежную политику российского государства во второй половине XVIII века.
- Шлаттер способствовал пересмотру соотношение цен на золото и серебро. В своих докладах Екатерине II он отмечал, что в России никогда не придерживались европейского соотношения цен на золото и серебро (15:1) и приводил доводы, что «в тех странах, где соотношение между золотой и серебряной монетой равно 14:1 или 13 :1 (таким долгие годы было это соотношение цен в России), золотую монету вывозят за границу, где она ценится дороже». Как результат, в марте 1764 г. в России устанавливается идеальная пропорция между золотой и серебряной монетой. Теперь она соответствует международным стандартам, уменьшается вес мелкой монеты, за счет чего идет компенсация излишних расходов (по сравнению с крупной) на её изготовление.
- Шлаттер возражал против большого количества медных монет в денежном обращении страны. Именно Шлаттер предлагал хранить медную монету в специально созданных банках, а в обращение выпустить банковые билеты.
- Шлаттер был автором идеи об увеличении числа монетных дворов, изыскании средств на покрытие расходов по изготовлению мелкой серебряной монеты за счет понижения её веса, а не пробы, о разрешении привозить из-за рубежа российскую серебряную монету, которая была вывезена во время Семилетней войны.
- Шлаттер советовал Екатерине II хранить особо те доходы, которые она получает сверх прибыли от передела золотой и серебряной монеты по прежней стопе и пробе (на непредвиденные и чрезвычайные ситуации).Шлаттер И. А. Обстоятельное описание руднаго плавильного дела. Том 3. (1767)

## Семья
Жена, Сарра Елизавета Вассерман (дочь Дудергофского пастора) . Дети: Гейнрих-Вильгельм (1730); Иоганн-Вильгельм (Иван Иванович старш.) (1734—1780) — артиллерии поручик (1757), служил в Берг-Коллегии (с 1757), при Монетном департаменте, статский советник (1779) ; Наталья-Мария (муж — Шнезе Алексей Иванович) и ещё 8 дочерей.

## Труды
- «Арифметические табели о всех пробах золота и серебра, которые вычислены против российского развесу на пуд, фунт и золотник». (СПб. 1739 г.),
- «Описание при монетном деле потребного искусства, в двух главных частях состоящее». (СПб. 1739 г.);
- «Задачи, касающиеся до Монетного искусства». 3 части, СПб. 1754—58.
- «Обстоятельное описание рудного плавильного дела». Три тома СПб. 1763—67; тома IV, V и VI этого сочинения остались ненапечатанными.
- «Каталог русских монет», напечатанный в «Musei Imperialis Petropolitani» vol. II, pars III, qua continentur nummi recentiores (Nummi rutlienici)" (СПб. 1745).
- «Историческое описание до Монетного дела принадлежащее, писанное по 1761 г. действ. статск. советником, берг-коллегии и монетного департамента президентом Иваном Шлаттером, а с того по 1778 г. продолженное и дополненное с показанием числа денег, колико оных в царствование каждого монарха из тиснения выходило, ст. сов. и означенных присутственных мест членом Андреем Нартовым». «Горный Журнал» за 1832 г. (ч. III и IV)